# Metrodoros z Lampsakos (komentator Homera)
Metrodoros z Lampsakos (druga połowa V wieku p.n.e.) – grecki filozof, uczeń Anaksagorasa, alegorysta i komentator Homera. Znany z dwóch zachowanych fragmentów i ze wzmianki u Platona.